# روز وحشت
«روز وحشت» آلبومی از هنرمند اهل یونان ونگلیس است که در سال ۱۹۷۶ میلادی منتشر شد.